# Marussia Motors
Marussia Motors (Russisch: Маруся Моторс) was een Russische supercarfabrikant uit Moskou.

## Geschiedenis
Het bedrijf werd in 2007 opgericht door tv-presentator en voormalig motorsportman Nikolaj Fomenko, Andrei Tsjeglakov en Jefim Ostrovski. Marussia is de eerste sportwagenfabrikant in de premiumklasse in Rusland en claimde te kunnen concurreren met de beste supersportautofabrikanten ter wereld.
Op 16 december 2008 presenteerde Nikolaj Fomenko in Moskou het eerste prototype van het bedrijf, de B1. Het tweede model genaamd B2 werd in september 2009 getoond op de Internationale Automobilausstellung in Frankfurt. De auto's hadden 3,5 liter V6-motoren met 309 kW van Cosworth. Gepland waren motoren met een hoger vermogen en elektrische auto's. Op 12 maart 2010 werd het SUV-prototype F2 getoond op de Sviaz-Expocomm 2010.
Het was de bedoeling om 3000 auto's per jaar te produceren in de Valmet-fabriek in Uusikaupunki, Finland. De modellen, waarvan de uiterlijke details konden worden aangepast aan de eisen van de klant, werden aangeboden tegen prijzen vanaf ongeveer 100.000 euro. Het bedrijf claimde te kunnen concurreren met de beste supersportautofabrikanten ter wereld. In april 2014 zijn alle werknemers ontslagen en heeft het bedrijf faillissement aangevraagd.

### Formule 1
Het bedrijf nam in 2010 een groot belang in het Formule 1-team Virgin Racing, dat hierna onder de naam Marussia Virgin Racing verder ging. Voor het Formule 1-seizoen 2012 nam Marussia het team volledig over en startte onder hun eigen naam Marussia F1 Team. Op 27 oktober 2014 maakte het bedrijf bekend dat het Marussia F1 Team failliet was. Desalniettemin slaagde het team erin een startplaats te veroveren voor het Formule 1-seizoen 2015. Met een nieuwe eigenaar startte het als Manor Marussia F1 Team. De auto's waren opnieuw uitgerust met een Ferrari-motor.

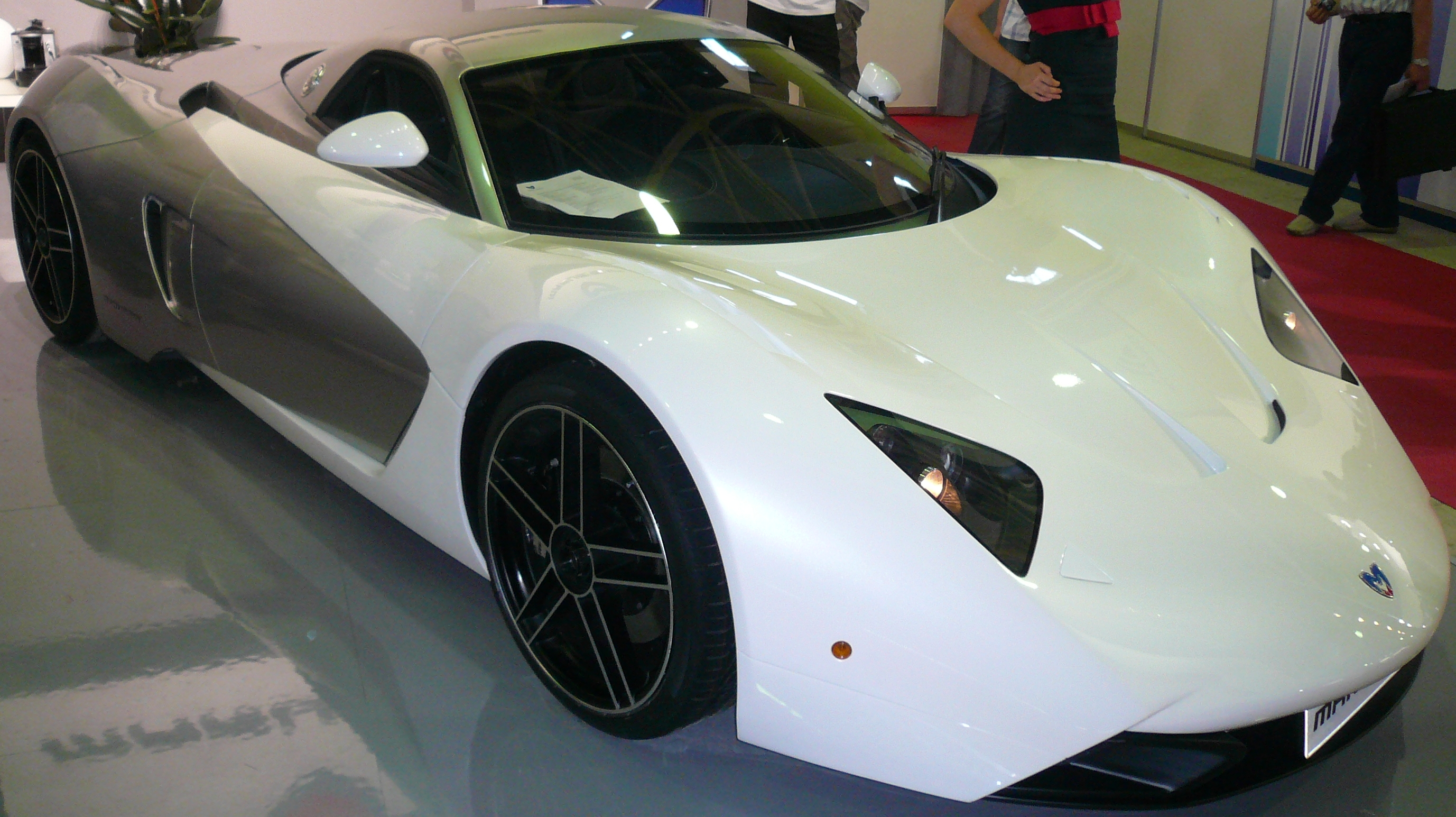
Marussia B1
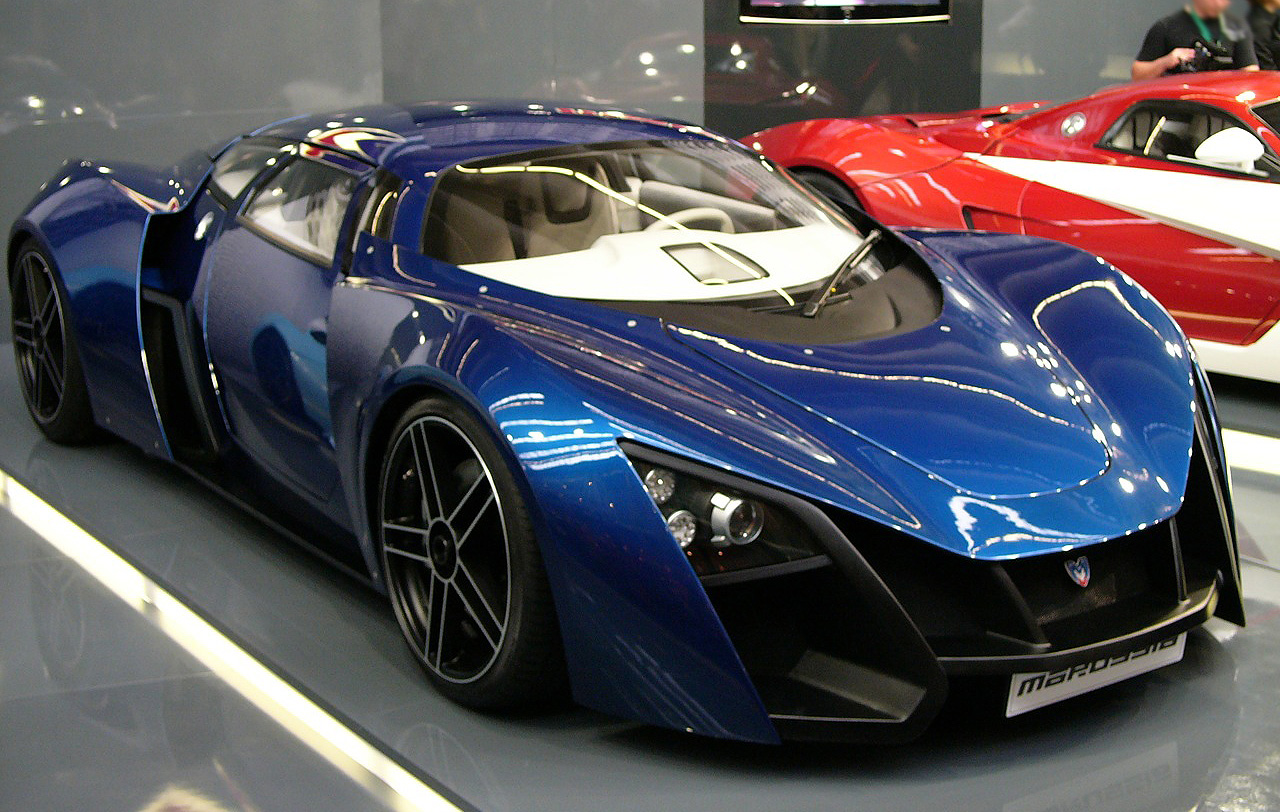
Marussia B2
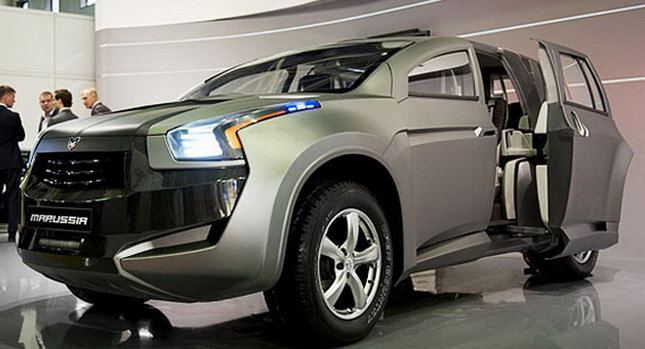
Marussia F2